# Vilamendhoo
Vilamendhoo is een van de onbewoonde eilanden van het Alif Dhaal-atol behorende tot de Maldiven. In de jaren 90 is er een viersterren resort met dezelfde naam opgericht. Ook is er een vestiging van de Eurodivers duikschool. Het eiland wordt omringd door een koraalrif dat bekendstaat als een van de mooiste van de Maldiven. Eind jaren 90 was er veel koraal afgestorven door de gestegen watertemperatuur wat veroorzaakt werd door het natuurfenomeen 'La Niña'. De laatste jaren heeft een sterke verbetering plaatsgevonden en keert het koraal terug. Ook het overige zeeleven keert terug. Zo worden er regelmatig walvishaaien gespot in de wateren rondom Vilamendhoo.
Het eiland is op twee manieren te bereiken. Met een bootcharter vanaf het vliegveld Hulhulé in Malé of met een watervliegtuig (Twin Otter) van Maldivian Air Transport.